# White Pass and Yukon Route
„White Pass and Yukon Route“ или у слободном преводу „Пруга преко „Белог прелаза“ до Јукона“ је пруга која се пружала од Скагвеја у Аљасци до Вајтхорса у Канади . То је Пруга уског колосека која је почета да се гради у време „Златне грознице у Аљасци“ познате као  „Клондајшка златна грозница“ 1896.-1899. године. 
Пруга је грађена од 1898. до 1900. године за потребе превоза руде и рудара (копача) као и материјала потребних за рударе и насељена места уз пругу. Током градње радници су били изложени великим психофизичким напорима због великих висина и екстремне хладноће током зиме. Повремено је током изградње пруге било ангажовано и преко хиљаду радника дневно. 
Пруга у првобитној верзији је била дужине 172 километра. У најактивнијем периоду пругу је опслуживало 11 локомотива, 15 путничких и 233 теретна вагона.  
Како је касније било мање злата у коповима пруга је коришћена за превоз и других метала који су се налазили у другим оближњим рудницима. Пруга је престала да ради 1982. године због малог проценат руде у земљишту и због пада цене племенитих метала на светском тржишту.
Пруга је обновљена 2018. године као део туристичке понуде Аљаске и Канаде у скраженој дужини од Скагвеја (Аљаска) до Каркроса (Канада), дужине 108 километара.  
У Скагвеју је очувана и реновирана железничка станица и  музејска поставка старих локомотива . Туристички возови свакодневно превозе путнике на краћим или дужим линијама у периоду туристичке сезоне април-октобар.

## Галерија 2023. године железничка станица "Скагвеј"
- Главна железничка станица у Скагвеју
- Део железничке станице
- Део железничке станице
- Унутрашњост железничке станице експонат пећи за грејање
- Унутрашњост станице
- Локомотива са раоником за чишћење снега
- Специјална локомотива за чишћење снега